# 밀양강
밀양강(密陽江)은 울산광역시 울주군 상북면 소호리 고헌산에서 발원하여 밀양시를 통과한 뒤 낙동강으로 합류하는 대한민국의 지방하천이다. 경상북도 경주시와 청도군에서 합류하고 경상남도 밀양시 상동면에서 동창천(밀양강 본류)이 청도천과 합류되어 본격적으로 밀양강으로 불린다. 지류로는 청도천, 단장천, 감존천, 범곡천, 직현천 등이 있다. 밀양시는 1981년을 끝으로 중단되었던 연어 치어 방류 사업을 2012년 재개하였고, 1983년 낙동강하구둑 건설로 사라졌던 연어가 2013년부터 나타나고 있다. 다른 이칭은 밀양천이라고 하며, 밀양시민들은 남천강이라고 표현된다.

## 교량
- 삼상교 - 지방도 제1022호선
- 밀양강교 - 중앙고속도로
- 밀양대교 - 중앙고속도로
- 예림교 - 국도 제58호선
- 밀주교 - 국도 제25호선
- 남천교 - 국도 제25호선
- 밀양교
- 용두교
- 용평교
- 용평1교 - 중앙고속도로
- 금시교 - 중앙고속도로
- 활성교
- 밀산교
- 평릉1교
- 평릉교
- 상동교 - 국도 제25호선

- 고정대교 - 중앙고속도로
- 매화교
- 구촌교
- 중남교
- 가례교
- 호화교
- 동화교
- 매전교 - 지방도 제919호선
- 당호교
- 금천교 - 지방도 제919호선
- 임당교
- 운문교 - 국가지원지방도 제69호선
- 지촌2교 - 국도 제20호선
- 신원1교 - 국도 제20호선
- 제2의곡교 - 국도 제20호선
- 의곡교 - 국도 제20호선
- 구 의곡교
- 소태교
- 시다2교
- 태종교
- 소호2교
- 소호1교
- 대리교
- 대곡2교

## 같이 보기
- 대한민국의 지리